# Freguesia

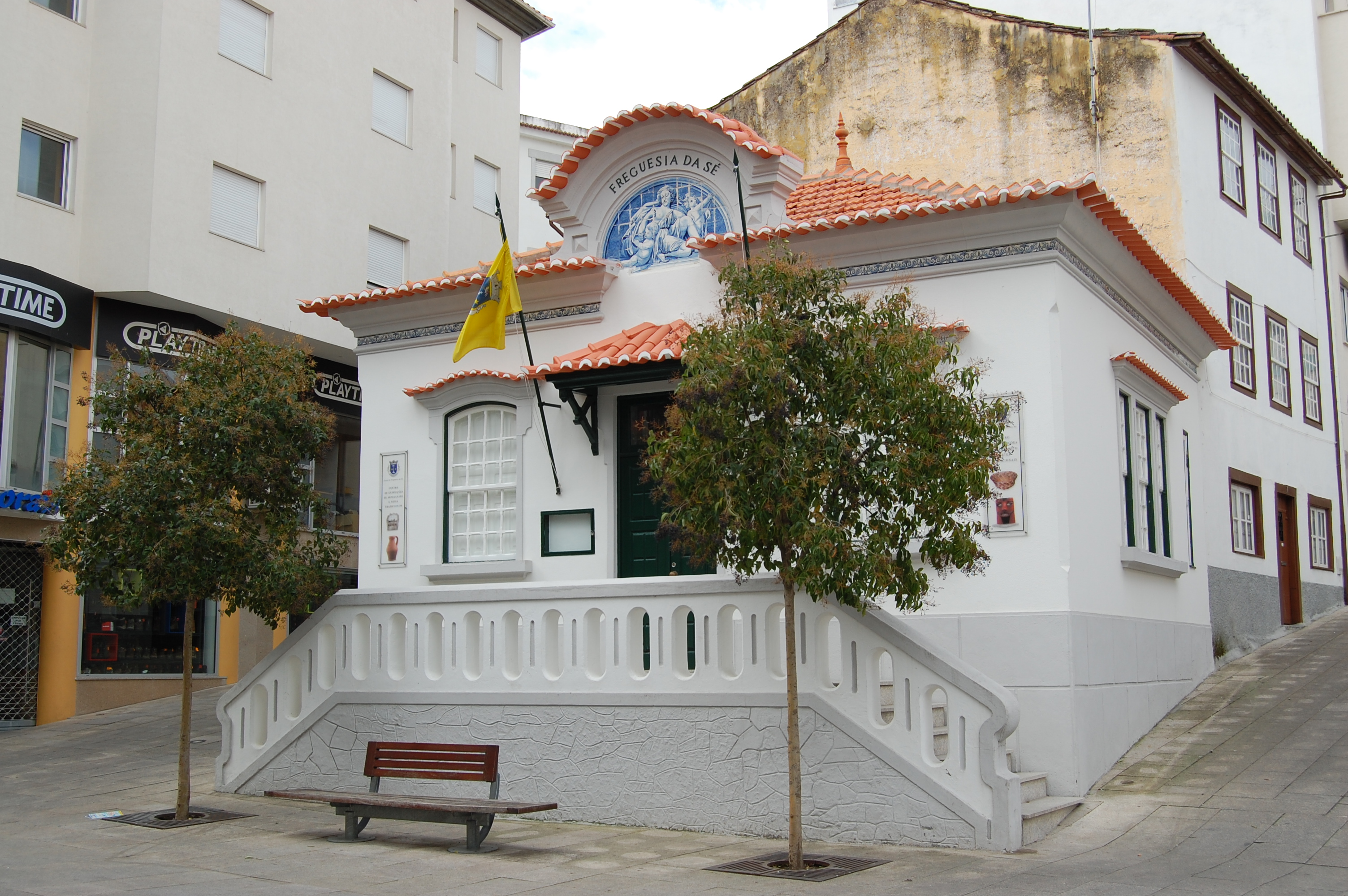
Oud gebouw van de junta van de freguesia van Sé

Een freguesia (IPA: [ˌfɾɛɣɨˈzi.ɐ]) ("burgerlijke parochie", de naam werd vroeger voor de kerkelijke parochies gebruikt) is het laagste niveau van bestuurlijke indeling in Portugal. Portugal telde tot de bestuurlijke herindeling van 2013 meer dan 4200 freguesias, die alle weer behoren tot een município (gemeente), ook wel concelho genoemd. Elke Portugese gemeente bestaat uit minstens één freguesia.
Tot de bestuurlijke herindeling van 2013 vormde vrijwel iedere woonkern een eigen freguesia met een eigen bestuur en burgemeester. In 2013 zijn veel kernen samengevoegd, vaak per twee of drie, waarbij deze onder een gezamenlijk bestuur werden gesteld, dat zetelt in een van de kernen. Het aantal daalde hiermee van 4.259 tot 3.091 freguesias.

## Onderscheid naar grootte en belang
De Portugese overheid onderscheidt op grond van bevolkingskenmerken drie typen freguesias:
- freguesia rural ("landelijke freguesia")
overige
- freguesia semi-urbana ("semi-stedelijke freguesia")
een freguesia die een bevolkingsdichtheid van meer dan 100 inw./km² heeft of een plaats met minstens 2.000 inwoners
- freguesia urbana ("stedelijke freguesia")
een freguesia die een bevolkingsdichtheid van meer dan 500 inw./km² heeft of een plaats met minstens 5000 inwoners

In Portugal worden plaatsen in aanduiding onderscheiden naar hun inwonertal en bevolkingsdichtheid, en naar historisch belang. In grote lijnen komen onderstaande benamingen overeen met de hierboven gegeven aanduidingen van typen freguesias. Van klein naar groot spreekt men van:
- Aldeia: dorp (minder dan 3.000 stemgerechtigde inwoners)
- Vila: kleine stad (3.000 ... 8.000 stemgerechtigde inwoners) met specifieke voorzieningen, of historisch bepaald
- Cidade: grote stad (meer dan 8.000 stemgerechtigde inwoners), of historisch bepaald

In de heraldiek wordt deze status weergegeven door het aantal torens in de muurkroon van het wapen: drie torens voor een aldeia, vier voor een vila en vijf voor een cidade.
Het onderscheid tussen een aldeia, vila en cidade bestaat uitsluitend in naam. Er zijn geen rechten aan verbonden.

## Buiten Portugal
Freguesias zijn ook een niveau van bestuurlijke indeling in Kaapverdië. In Brazilië is de aanduiding freguesia tegenwoordig vervangen door bairro (wijk, buurt) of distrito municipal (deelgemeente, "gemeentelijk district"), al zijn er plekken waar de term nog voorkomt in de huidige naam van een bairro of distrito municipal.